# Stanislav Kostiouchkine
Stanislav Mikhaïlovitch Kostiouchkine (russe : Станислав Михайлович Костюшкин; 20 août 1971) est un chanteur, poète, homme d'affaires et animateur de télévision russo - ukrainien.

## Biographie
Stanislav Kostiouchkine est le fils du joueur de jazz Mikhail Kostiouchkine et de la modèle Nadezhda Kostiouchkina. Il grandit à Leningrad et étudie au Conservatoire Rimski-Korsakov de Saint-Pétersbourg, d'où il sort diplômé en 1989,.
De 1994 à 2012 Stanislav Kostiouchkine a fait partie du groupe Tchaï Vdvoyom. Entre 1997 et 2012, le groupe sort au total 11 albums. Il a ensuite continué sa carrière sous le pseudonyme d'A-Dessa. À partir de 2016, il anime une émission sur Muz-TV.
Depuis 2006, il est marié à la championne d'aérobic Julia Kostiouchkina. Il s'agit de son troisième mariage. Jusqu'en 2016, il fut persona non grata en Azerbaïdjan après avoir effectué une visite en république d'Arménie en conflit avec Baku. En 2020, il révèle publiquement avoir été victime d'abus sexuels à l'âge de 8 ans.